# Hemphill Brothers Coach Company
La Hemphill Brothers Coach Company est une société de vente et d'exploitation d'autocars qui assure  tout aussi bien la vente, la location, l'entretien que des services personnalisés. Fondée en 1980, c'est une entreprise familiale située près de Nashville dans le Tennessee. Elle est connue pour fournir ses autocars à une longue liste de célébrités comme le pape Benoît XVI, Beyoncé ou Jennifer Lopez. C'est aussi cette entreprise qui a participé à la conception de bus ultra-sécurisés destinés à l'administration Obama pour l'élection présidentielle américaine de 2012.